# بابونة سفلي
بابونة سفلي (بالفارسية: بابونه سفلی) هي مستوطنة تقع في Charuymaq-e Jonubesharqi Rural District في إيران. يقدر عدد سكانها بـ 33 نسمة .